# Il Volo (band)
Il Volo (Italiaans voor "de vlucht") is een drie man sterke Italiaanse boyband die pop-opera zingt. De groep bestaat uit Piero Barone (Naro, 24 juni 1993), Ignazio Boschetto (Bologna, 4 oktober 1994) en Gianluca Ginoble (Roseto degli Abruzzi, 11 februari 1995).

## Geschiedenis
De leden leerden elkaar kennen toen ze in 2009 deelnamen aan het televisieprogramma Ti lascio una canzone. Tijdens de competitie zongen ze samen 'O sole mio. Ginoble won de talentenjacht met het nummer Il mare calmo della sera van Andrea Bocelli. Vervolgens traden ze samen op onder de namen Tre Tenori, The Tryo, Il Trio, om uiteindelijk in de herfst van 2010 te kiezen voor Il Volo.
Begin 2010 werkte de groep mee aan We Are the World 25 for Haiti. Eind van dat jaar kwam het debuutalbum Il Volo uit, geproduceerd door Tony Renis en Humberto Gatica. In 2011 werd een Spaanstalige versie van het album uitgebracht, dat de groep twee nominaties opleverde voor de Latin Grammy Awards. In 2012 verscheen het album We are love, een jaar later volgden Más Que Amor en een kerstalbum.
In 2015 won Il Volo het festival van San Remo en nam de groep deel aan het Eurovisiesongfestival met het nummer Grande amore. Hier werden ze derde achter Zweden en Rusland.
In 2019 verscheen een nieuw album met de titel Musica. In juni 2021 hielden ze een concert in de Arena van Verona ter ere van de Italiaanse componist Ennio Morricone. In november 2021 brachten ze een aan hem opgedragen eerbetoonalbum uit, getiteld Il Volo Sings Morricone.

## Discografie

### Studioalbums
- Il Volo (2010)
- We are love (2012)
- Buon Natale - The Christmas Album (2013)
- L'amore si muove (2015)
- Ámame (2018)
- Musica (2019)
- Il Volo Sings Morricone (2021)

### Live-albums
- Il Volo Takes Flight - Live from the Detroit Opera House (2012)
- We Are Love - Live from The Fillmore Miami Beach at the Jackie Gleason Theatre (2013)
- Live a Pompei (2015)
- Notte magica - A Tribute to the Three Tenors (con Plácido Domingo) (2016)

### Singles
| Single met hitnotering(en) in de Vlaamse Ultratop 50 | Datum van verschijnen | Datum van binnenkomst | Hoogste positie | Aantal weken | Opmerkingen                          |
| ---------------------------------------------------- | --------------------- | --------------------- | --------------- | ------------ | ------------------------------------ |
| Grande amore                                         | 2015                  | 06-06-2015            | 50              | 1            | Inzending Eurovisiesongfestival 2015 |

### Dvd's
| Dvd's met hitnoteringen in de Nederlandse Music Top 30 | Datum van verschijnen | Datum van binnenkomst | Hoogste positie | Aantal weken | Opmerkingen |
| ------------------------------------------------------ | --------------------- | --------------------- | --------------- | ------------ | ----------- |
| Live from Pompeii                                      | 2015                  | 05-12-2015            | 18              | 6            |             |

## Afbeeldingen

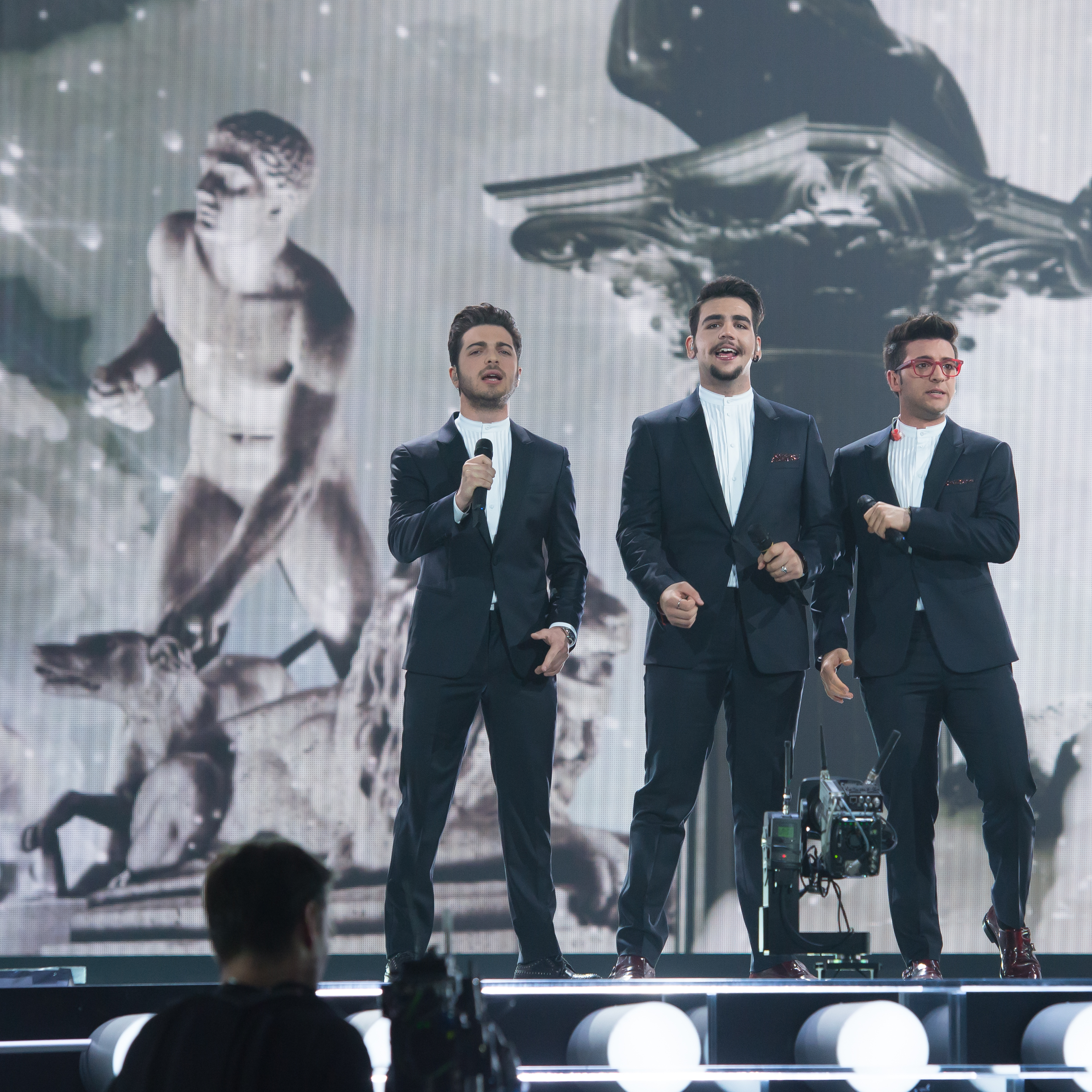
Eurovisiesongfestival 2015
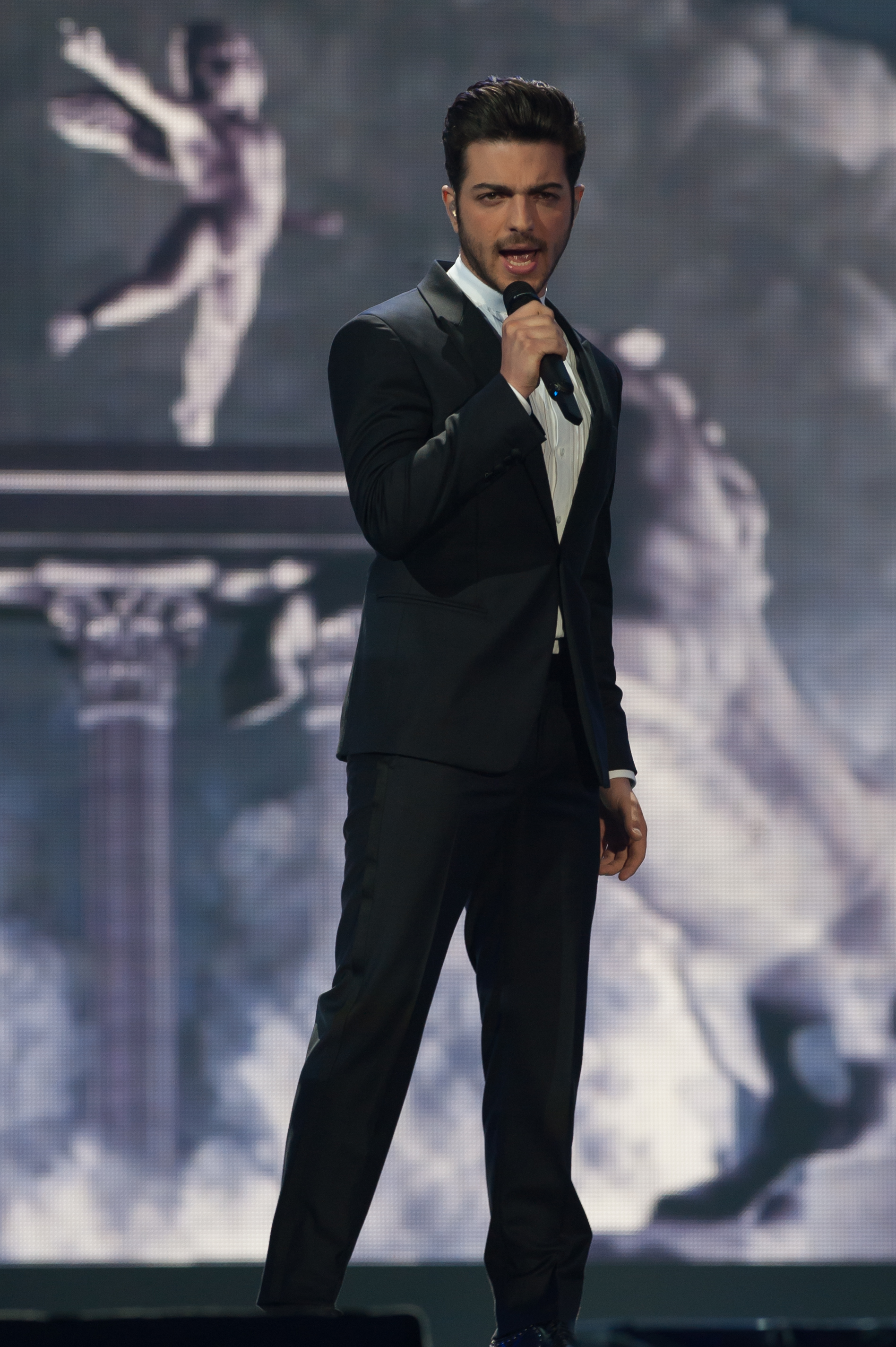
Gianluca Ginoble
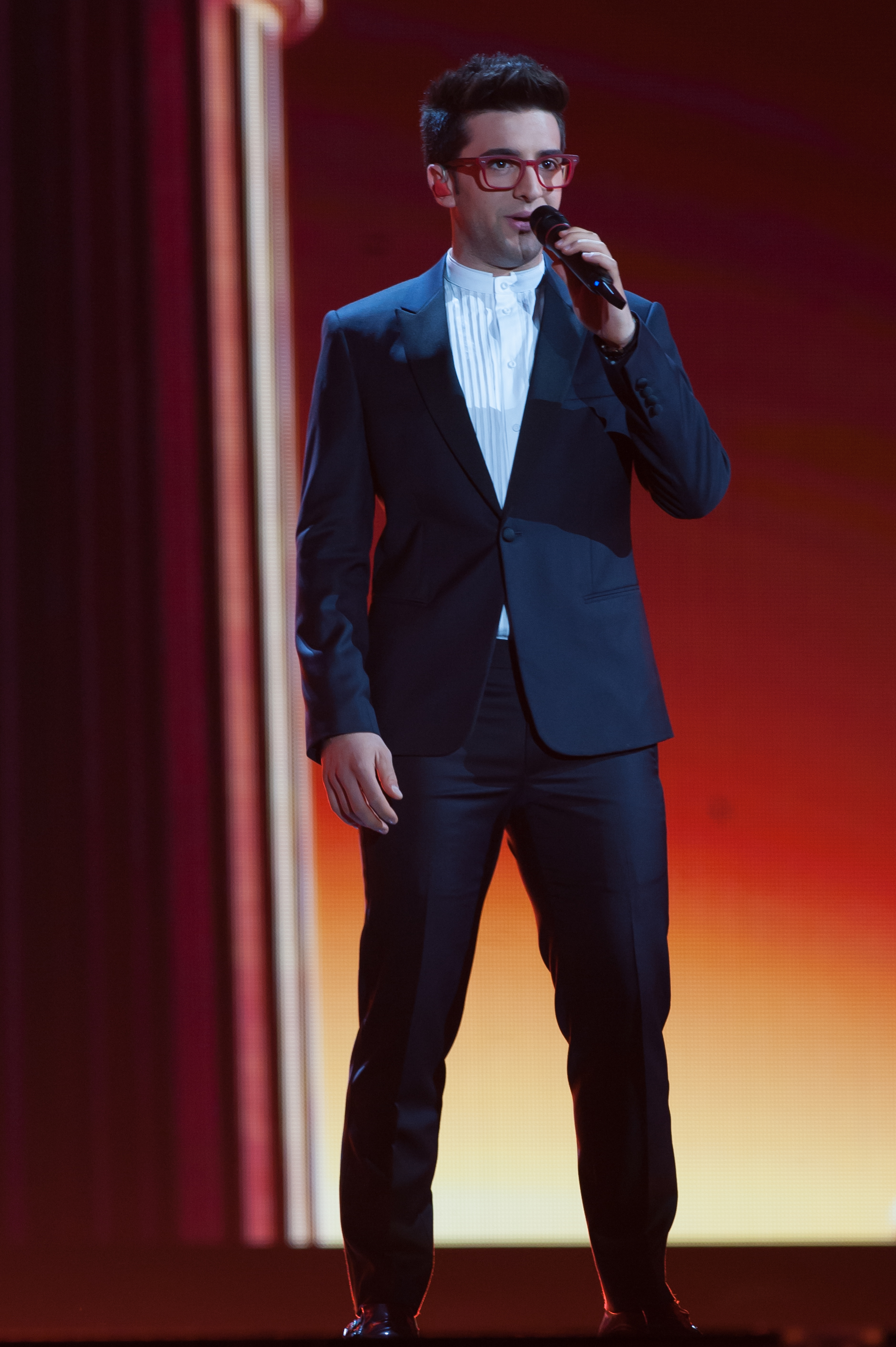
Piero Barone
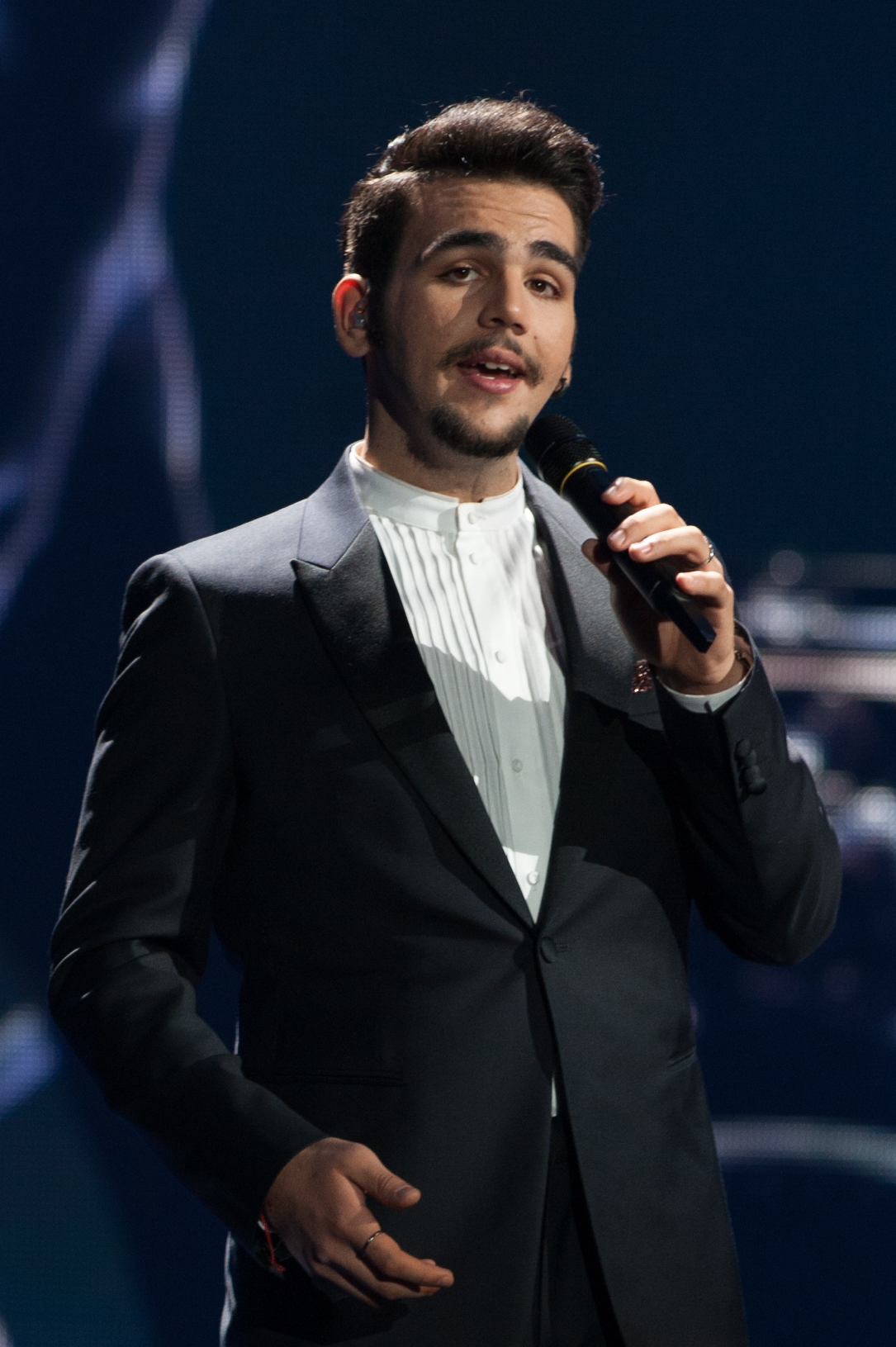
Ignazio Boschetto